# Il cappello del prete
Il cappello del prete è un romanzo di Emilio De Marchi, pubblicato nel 1888. Annoverato fra gli antenati del genere giallo in Italia, non è stato il primo romanzo di questo tipo, ma certamente quello di maggior spessore culturale. Uscì dapprima a puntate sul quotidiano milanese L'Italia dal numero del 17-18 giugno 1887; nel 1888 apparve sul Corriere di Napoli dal 8-9 aprile. La prima edizione in volume apparve per l'Editore Treves nel 1888.

## Trama
Il barone napoletano Carlo Coriolano di Santafusca è alle prese con un grosso problema: ha appena ricevuto la richiesta di restituire entro due settimane una cartella di 15.000 lire al canonico amministratore del Sacro Monte delle Orfanelle, altrimenti sarà denunciato. Trovandosi già nell'albo degli insolvibili e non in grado di ripianare il debito, il barone decide di rivolgersi a don Cirillo, detto 'o prevete, un prete dedito più al denaro che alla missione religiosa, per proporgli la vendita del suo palazzo, la Villa di Santafusca.
Il barone ed il prete si incontrano e raggiungono un accordo sulla vendita della villa per una somma di 30.000 lire, tuttavia entrambi hanno dissimulato le loro vere intenzioni. Padre Cirillo ha in animo di truffare il barone, perché sa che la Sacra Mensa Diocesana è disposta a pagare l'edificio forse addirittura 120.000 lire per collocarvi un seminario e un collegio teologico: se l'operazione riuscirà, prete Cirillo potrà "salvare per sé il diritto di una stanza nel collegio coll'obbligo di una messa quotidiana" e nel frattempo lascerà il suo squallido bugigattolo e si libererà dei popolani napoletani che lo assillano con la richiesta di numeri da giocare al lotto. L'idea che ronza in capo al barone è invece molto più oscura: far "sparire" Don Cirillo al suo arrivo alla villa, in modo da poter mettere le mani sulle enormi ricchezze del prete.
Nei giorni seguenti 'o prevete porta avanti il suo progetto: risolve le questioni aperte con Cruschiello, un suo compare pignoratario, ritira molte cartelle di rendita depositate al banco, si reca al Sacro Monte per appianare con 8.000 lire il debito del barone e lascia i denari della pigione e le chiavi della casa al nipote Gennariello. 
Il giorno dell'appuntamento, Don Cirillo incontra Filippino, il cappellaio che, essendo in gravi difficoltà economiche, gli offre un cappello nuovo coi nastrini di seta per poche lire, prima che gli vengano pignorati tutti gli averi. Don Cirillo si reca quindi alla villa del barone che lo uccide, colpendolo alla testa. Il cappello nuovo vola via ed il barone non se ne accorge.
Don Antonio, parroco di Santafusca, poco dopo trova il cappello e lo invia a Filippino, cappellaio di cui trova il nome e l'indirizzo in una etichetta. Quest'ultimo ha vinto una grande somma al lotto, giocando i numeri che gli erano stati dati da prete Cirillo. Avendo riconosciuto in quel cappello quello di prete Cirillo e, pensando che gli possa essere accaduto qualcosa, lo consegna nelle mani della giustizia.
Nel frattempo il barone è tormentato da sensi di colpa e in preda ad allucinazioni (vede il cappello e il prete); convocato dalla polizia, dapprima nega e poi, come guidato da un meccanismo interno, confessa di aver ucciso il prete nella sua villa.

## Edizioni
- Emilio De Marchi, Il cappello del prete, Fratelli Treves editori, 1888.
- Emilio De Marchi, Il cappello del prete, Roma Gherardo Casini Editore ,1966
- Emilio De Marchi, Il cappello del prete, Emilio De Marchi: note biografiche e bibliografiche, a cura di Davide Talbot. Le care malinconie dell'anima di Ernesto Travi. Il cappello scomodo del De Marchi di Giuseppe Barbato, Biblioteca Ideale Bietti, 1967
- Emilio De Marchi, Il cappello del prete, presentazione Luciano Incastro, Milano Mursia 1970
- Emilio De Marchi, Il cappello del prete, introduzione di Francesco da Nicola, Gammarò editori, 2006,  p. 255, ISBN 88-95010-02-7.
- Emilio De Marchi, Il cappello del prete, introduzione di Renzo Cremante, BUR Classici moderni, Milano, Rizzoli, 2015,  p. 224, ISBN 978-88-17-08161-0.
- Emilio De Marchi, Il cappello del prete, illustrazioni di Sandra Antonelli, prefazione di Francesco Crisafulli, ikonaLíber, 2022,  p. 256, ISBN 9788897778745.

## Versione cinematografica
Nel 1943 Ferdinando Maria Poggioli girò un adattamento cinematografico: Il cappello da prete. Il film si discosta notevolmente dal libro di De Marchi. Tanto per cominciare, probabilmente per questioni di censura, Don Cirillo non è un vero prete ma un seminarista che ha interrotto gli studi per motivi non meglio specificati. La figura del Barone Carlo Coriolano di Santafusca, nel film, è trattata con una certa benevolenza: è un personaggio arrovellato e dolente vittima di se stesso. Nel libro invece è descritto come cialtrone spendaccione e cinico. 
Oltre ad altri importanti particolari riguardo alla morte di Don Cirillo fondamentale è la modifica del finale, che vede il Barone esprimersi in una confessione in terza persona di stampo catartico ed autopunitivo, confessione a cui segue lo sprofondare nella follia sancito da una liberatoria risata. Finale concettualmente ben diverso da quello del libro. Bravissimo Roldano Lupi, che interpreta un allucinato e sofferente Barone di Santafusca; perfetto Luigi Almirante che incarna un Don Cirillo ambiguo e avido. Bravi anche i comprimari Lida Baarova, Luigi Pavese, Loris Gizzi e lo sfortunato Elio Marcuzzo. Il film, girato a Cinecittà nell'estate del 1943, uscì in prima proiezione pubblica il 10 novembre 1944.

## Versione televisiva
Dal romanzo fu tratta nel 1970 un'omonima versione televisiva in tre puntate, per la regia di Sandro Bolchi, con Luigi Vannucchi nella parte del barone Carlo Coriolano di Santafusca.